# طوطی گلی سرروشن
طوطی گلی سرروشن یا طوطی دم‌پهن سرروشن (نام علمی: Platycercus adscitus)، یک طوطی دم‌پهن از سردهٔ Platycercus بومی شمال شرقی استرالیا است. این طوطی با جثه متوسط با سر زرد کم‌رنگ، گونه‌های عمدتاً سفید، پشت سیاه و طلایی و زیرتنه آبی کم‌رنگ است. دو زیرگونه به رسمیت شناخته شده است، اگرچه برخی مقامات آن را همنوع با طوطی دم‌پهن شرقی در جنوب شرقی استرالیا می‌دانند.
در جنگل‌های باز دیده می‌شود و از دانه‌ها و میوه‌ها تغذیه می‌کند. مانند دیگر طوطی‌های دم‌پهن، طوطی دم‌پهن سرروشن در حفره درختان بزرگ لانه می‌کند. حتی دریافتند که در یک حفره توخالی درخت لانه ۵۰ سانتی‌متر زیر زمین می‌رود به جای آنکه به بالای زمین برود. به آسانی با پرورش پرندگان سازگار می‌شود و به عنوان مرغ قفسی فروخته می‌شود.